# Герб Александровского муниципального округа (Пермский край)
Герб Александровского муниципального округа — официальный символ Александровского муниципального округа Пермского края Российской Федерации.
Герб Александровского района утверждён решением Думы Александровского муниципального округа от 2 марта 2023 года № 361 О гербе муниципального образования «Александровский муниципальный округ Пермского края». Герб внесён в Государственный геральдический регистр Российской Федерации с присвоением регистрационного № 2052.

## Геральдическое описание герба
В поле, пересеченном лазурью (синим, голубым) и серебром - стоящий юноша, увенчанный княжеской шапкой, в черном длинном кузнечном фартуке поверх серебряной одежды и черных туфлях, правой рукой опирающийся на обращенный золотой рукоятью вверх черный кузнечный молот, а в левой руке держащий чёрное ядро, и сопровождаемый в левом нижнем углу шестью таковыми же ядрами, сложенными пирамидально (один, два и три). Щит увенчан золотой земельной короной о пяти видимых зубцах, чередующихся трех заостренных и двух листовидных.Решение Думы Александровского муниципального округа от 2 марта 2023 года № 361 О гербе муниципального образования «Александровский муниципальный округ Пермского края».

## Символика
Главной фигурой герба является юноша, увенчанный княжеской шапкой, символизирующий старшего сына В. А. Всеволжского Александра, в честь которого был назван металлургический завод, построенный в 1802 году и впоследствии давший название городу.
- Пересеченное лазурью и серебром поле и княжеская шапка взяты из герба рода дворян Всеволожских, «принадлежащими Княжескому достоинству» и подчёркивает историческую преемственность поколений.
- Лазурь — символ величия, красоты, преданности.
- Серебро в гербе говорит о бескрайних северных просторах. Серебро в геральдике — символ простоты, совершенства, мудрости, благородства, мира и взаимного сотрудничества.
- Кузнечный фартук, молот, ядра как старейшие эмблемы ремесла, аллегорически показывают город Александровск, как один из первых городов в России, имеющий чугунолитейный и железоделательный заводы, и показывают характерные отрасли промышленности — металлургическую, машиностроительную, в которой заняты жители города.
- Чёрный цвет символизирует благоразумие, мудрость, свободу, покой и мир.
- Золотая земельная корона о пяти видимых зубцах: чередующихся трех заостренных и двух листовидных — административный статус муниципального округа[4].

## История герба
12 мая 2005 года решением Александровской городской Думы № 54 был утверждён герб Александровского района, который был разработан авторской группой «Союза геральдистов России» в составе: авторы герба — Константин Мочёнов (Химки), Галина Туник (Москва), художник — Роберт Маланичев (Москва), компьютерный дизайн — Сергей Исаев (Москва)". Герб имел следующее описание: «В пересеченном лазурью (синим, голубым) и серебром поле, стоящий юноша в серебряной одежде, черном длинном кузнечном фартуке и черных туфлях, увенчанный княжеской шапкой, десницей опирающийся на обращенный золотой рукоятью вверх черный кузнечный молот, и сопровождаемый в левом нижнем углу шестью сложенными ядрами (один, два и три)».
24 ноября 2005 года решением Александровской городской Думы № 106 было принято новое Положение о гербе, в котором несколько изменилось описание герба: "Геральдическое описание герба Александровского муниципального района гласит: «В поле, пересеченном лазурью (синим, голубым) и серебром — стоящий юноша, увенчанный княжеской шапкой, в черном длинном кузнечном фартуке поверх серебряной одежды и черных туфлях, правой рукой опирающийся на обращенный золотой рукоятью вверх черный кузнечный молот, а в левой руке держащий черное ядро, и сопровождаемый в левом нижнем углу шестью таковыми же ядрами, сложенными пирамидально (один, два и три)». Герб был внесён в Государственный геральдический регистр Российской Федерации с присвоением регистрационного № 2052.
23 октября 2014 года решением Земского Собрания Александровского муниципального района № 124 в тексте решения о гербе были внесены изменения: «Пермская область» заменена на «Пермский край». В 2019 году Законом Пермского края от 27 мая 2019 года № 395-ПК образован Александровский муниципальный округ. 16 октября 2019 года Дума Александровского муниципального округа своим решением № 5 «О применении герба и флага Александровского муниципального района» установила в качестве герба Александровского округа — герб Александровского муниципального района 2005 года.
2 марта 2023 года решением Думы Александровского муниципального округа № 361 "О гербе муниципального образования «Александровский муниципальный округ Пермского края» был утверждён герб Александровского муниципального округа, в качестве которого стал бывший герб муниципального района 2005 года, но который может венчать корона муниципального округа. Рисунок герба не менялся, но его описание несколько изменилось.